# Leonberg (Maxhütte-Haidhof)
Leonberg ist ein Gemeindeteil der Stadt Maxhütte-Haidhof im Landkreis Schwandorf (Oberpfalz, Bayern). Das Pfarrdorf Leonberg war bis 1972 Sitz der gleichnamigen Gemeinde.

## Geschichte
Leonberg wird im Jahr 1233 als limperc genannt. Die mittelalterliche Burganlage wurde im Dreißigjährigen Krieg weitgehend zerstört. Die Verwaltung des Besitzes blieb jedoch in Leonberg. Am 6. Oktober 1796 erwarb Wilhelm Carl Freiherr von Eckart Burg und Hofmark. Die Ruralgemeinde Leonberg entstand mit dem bayerischen Gemeindeedikt von 1818 und umfasste die Orte Leonberg, Berghof, Binkenhof, Blattenhof, Brunnheim, Fürsthof, Harberhof (Harbachhof), Kappl, Kreilnberg, Lintermühle, Roßbach und Stadlhof. 1827 wurde die Hofmark Leonberg aufgelöst und dieser Besitz dem Fideikommiss Leonberg-Fischbach eingegliedert. Die letzten Reste der Adelsherrschaft wurden in der Revolution 1848 aufgehoben. Heinrich Graf von der Mühle-Eckart erbaute 1885 bis 1890 das neubarocke Schloss Leonberg, das immer noch im Besitz der Familie ist. Der amerikanische General George S. Patton, Oberbefehlshaber der 3. Armee, nahm ab 23. April 1945 mehrere Wochen im Schloss Leonberg Quartier. Am 1. Januar 1972 wurde die bisher selbständige Gemeinde aufgelöst und in die Stadt Maxhütte-Haidhof im Landkreis Schwandorf eingegliedert.

## Sehenswürdigkeiten
- Barocke Pfarrkirche St. Leonhardt: hier ruht der kurpfälzische Minister und Vizekanzler der Oberpfalz, Freiherr Johann Bernhard von Francken (1668–1746), mit seiner Gemahlin Anna Sibilla geb. zum Pütz († 1740). Ihr Epitaph ist erhalten.[3]
- Neues Schloss der gräflichen Familie von der Mühle-Eckart
- Burg Leonberg (auch Altes Schloss genannt)
- Zwei Wallfahrtskirchen in Kappl (St. Michael und Sieben Schmerzen Mariens)

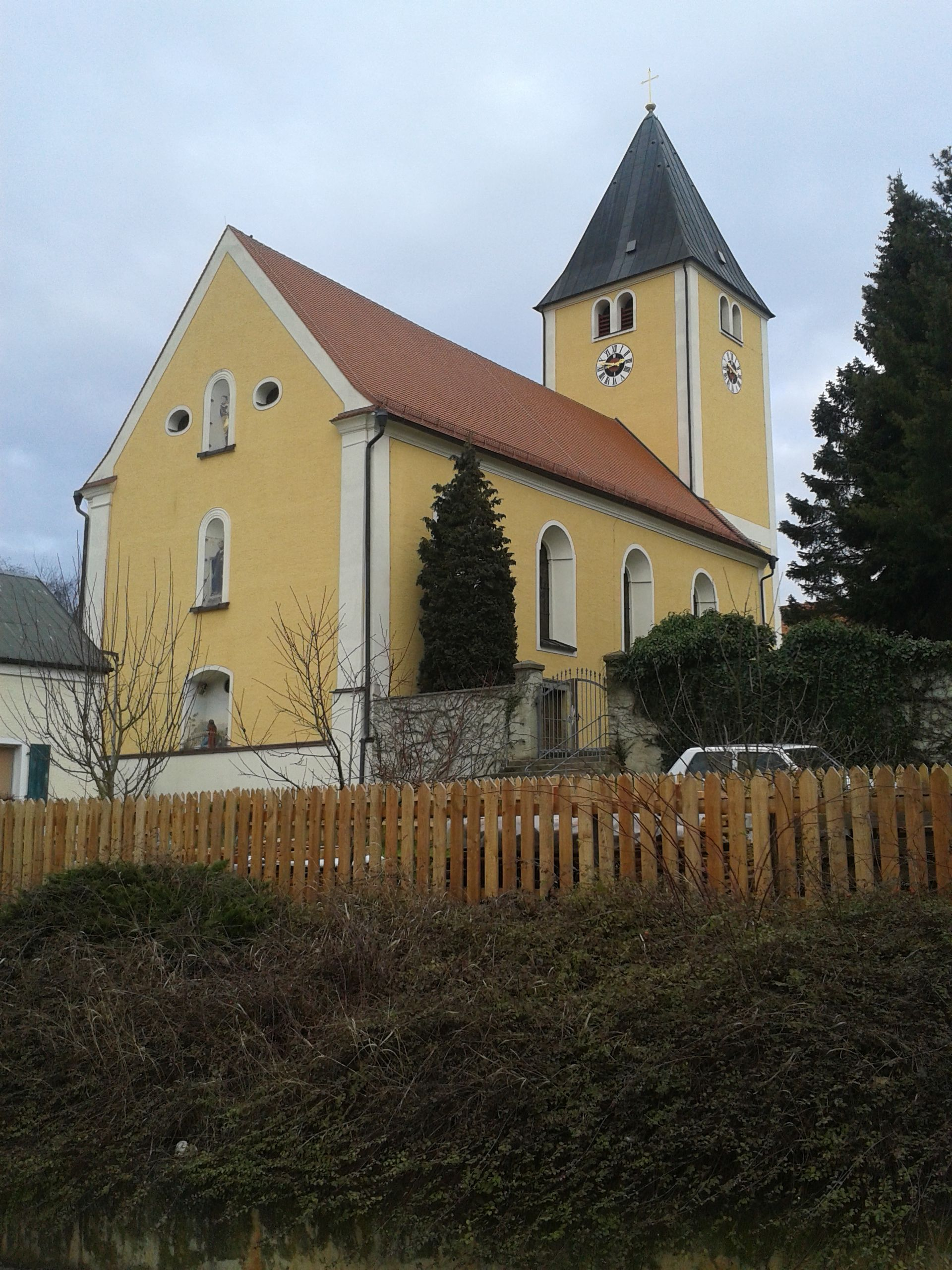
Pfarrkirche St. Leonhardt
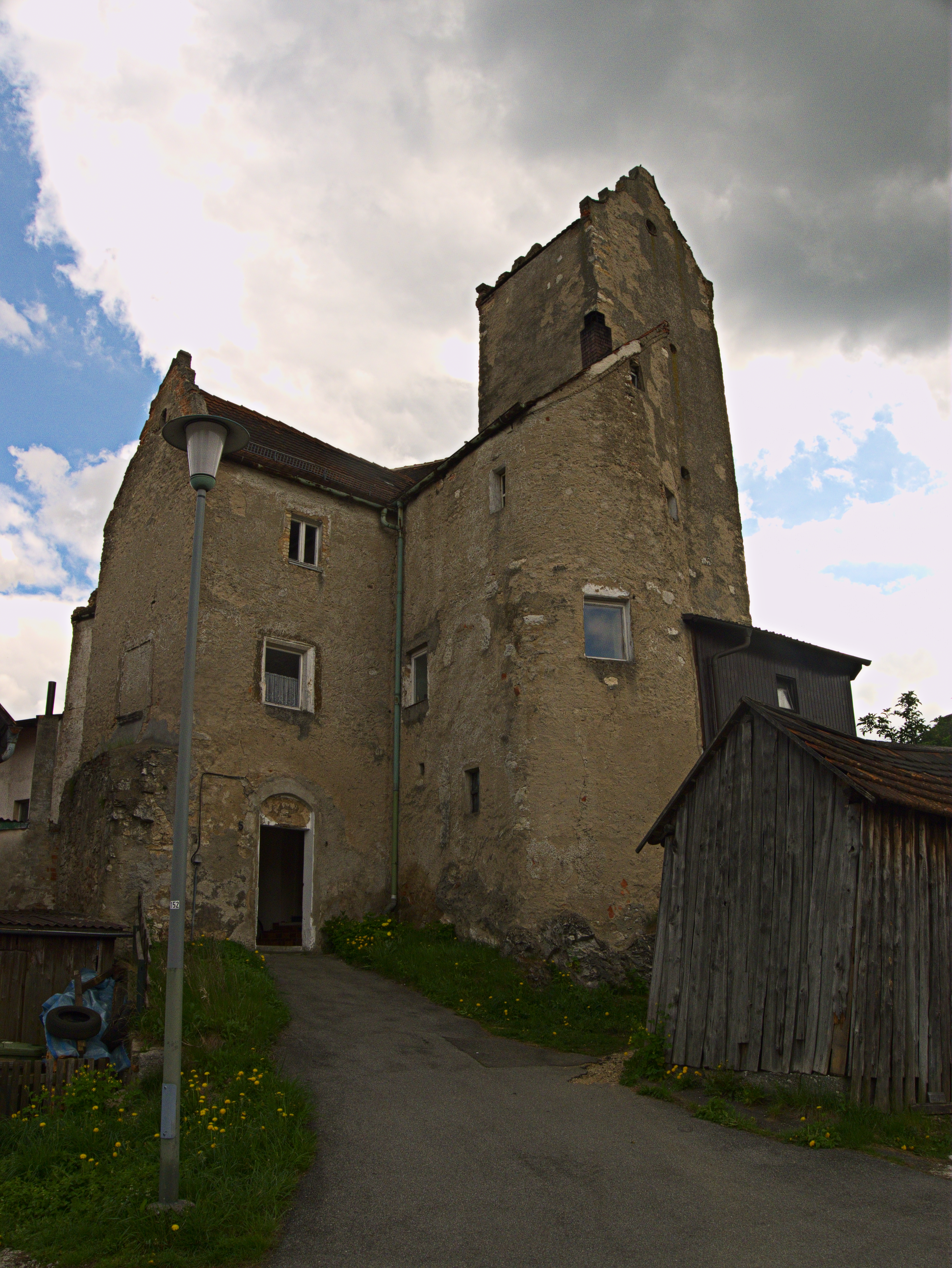
Burg Leonberg (Leonberg)
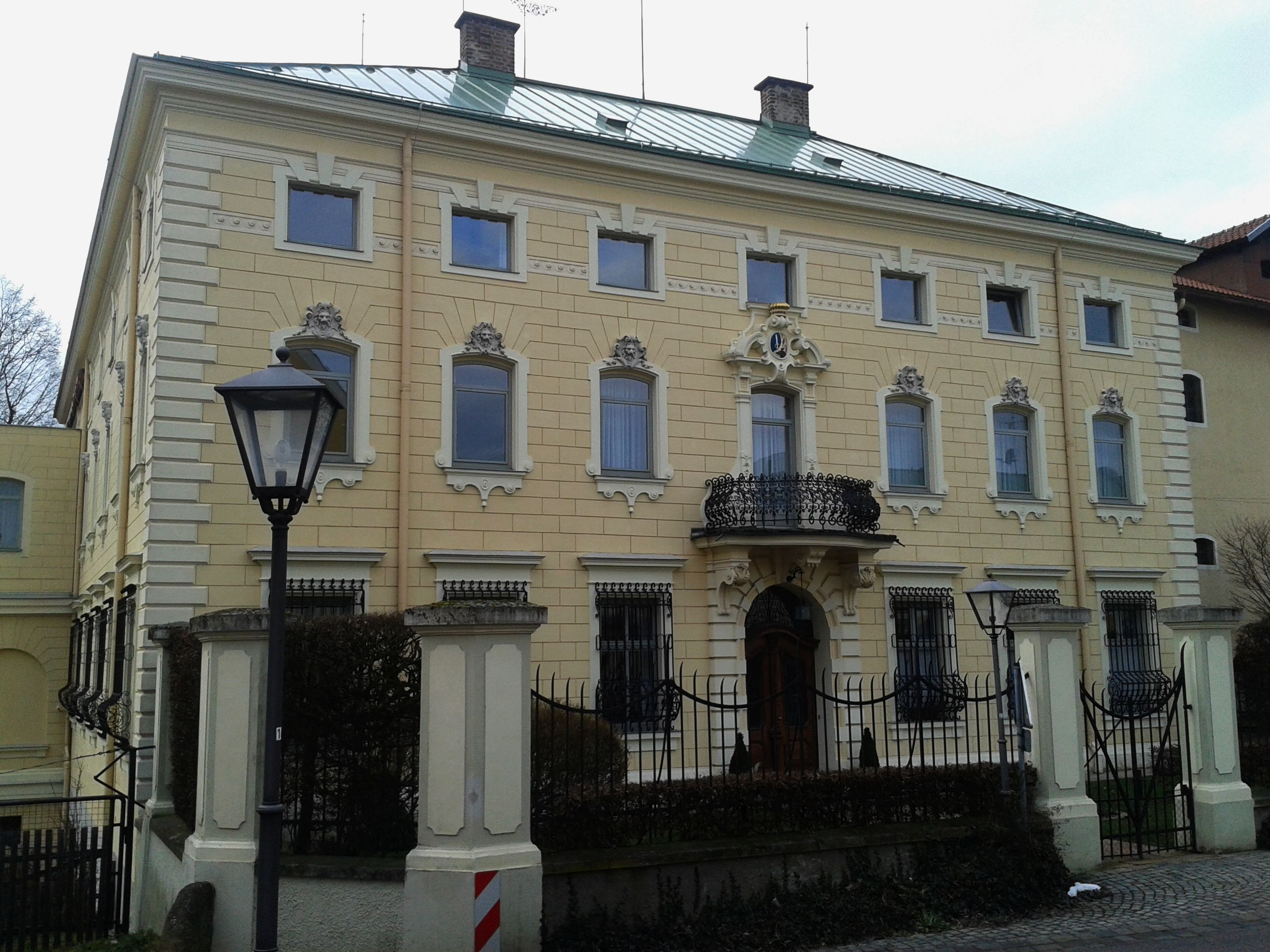
Neues Schloss (Leonberg)
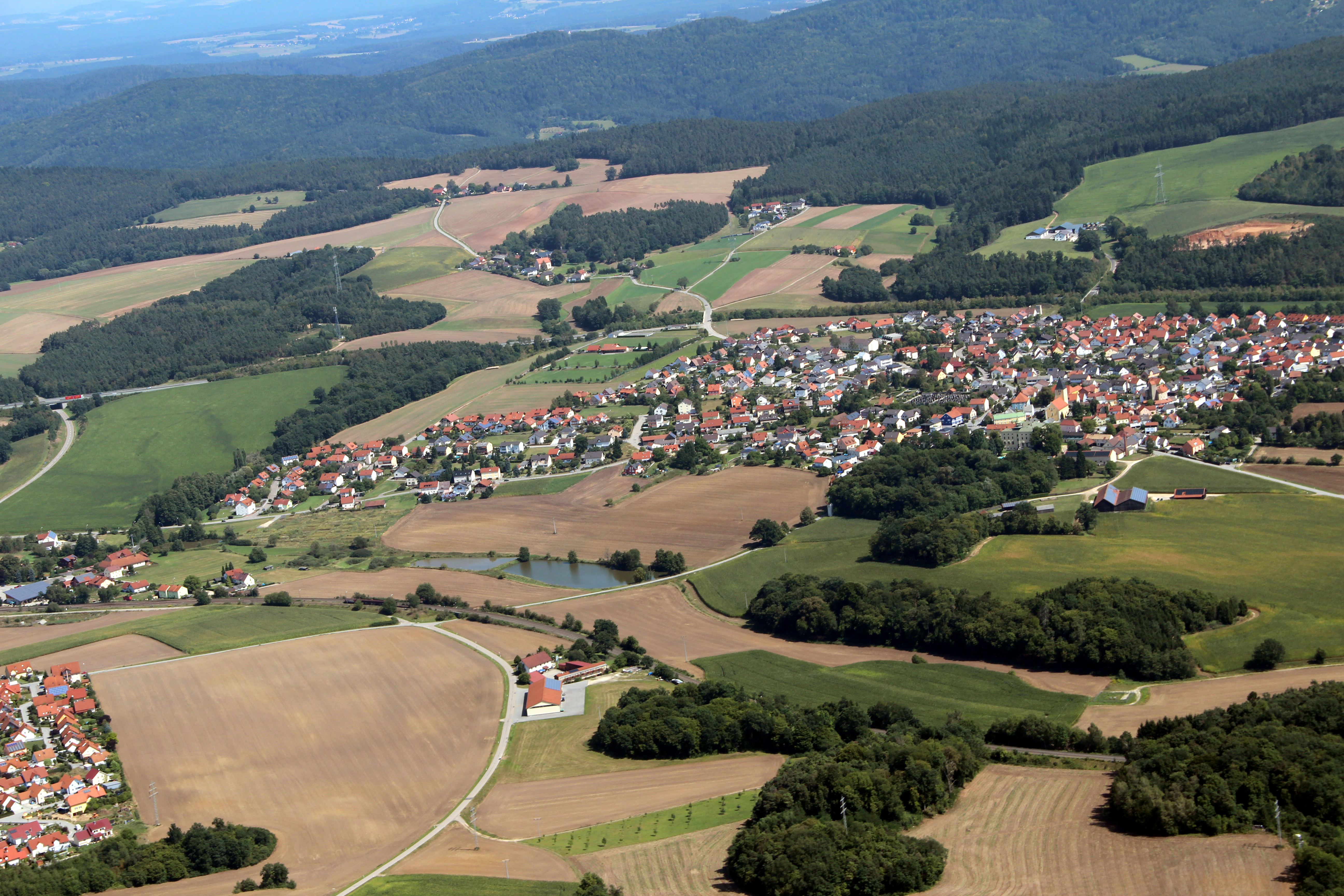
Luftbild von Leonberg (2012)
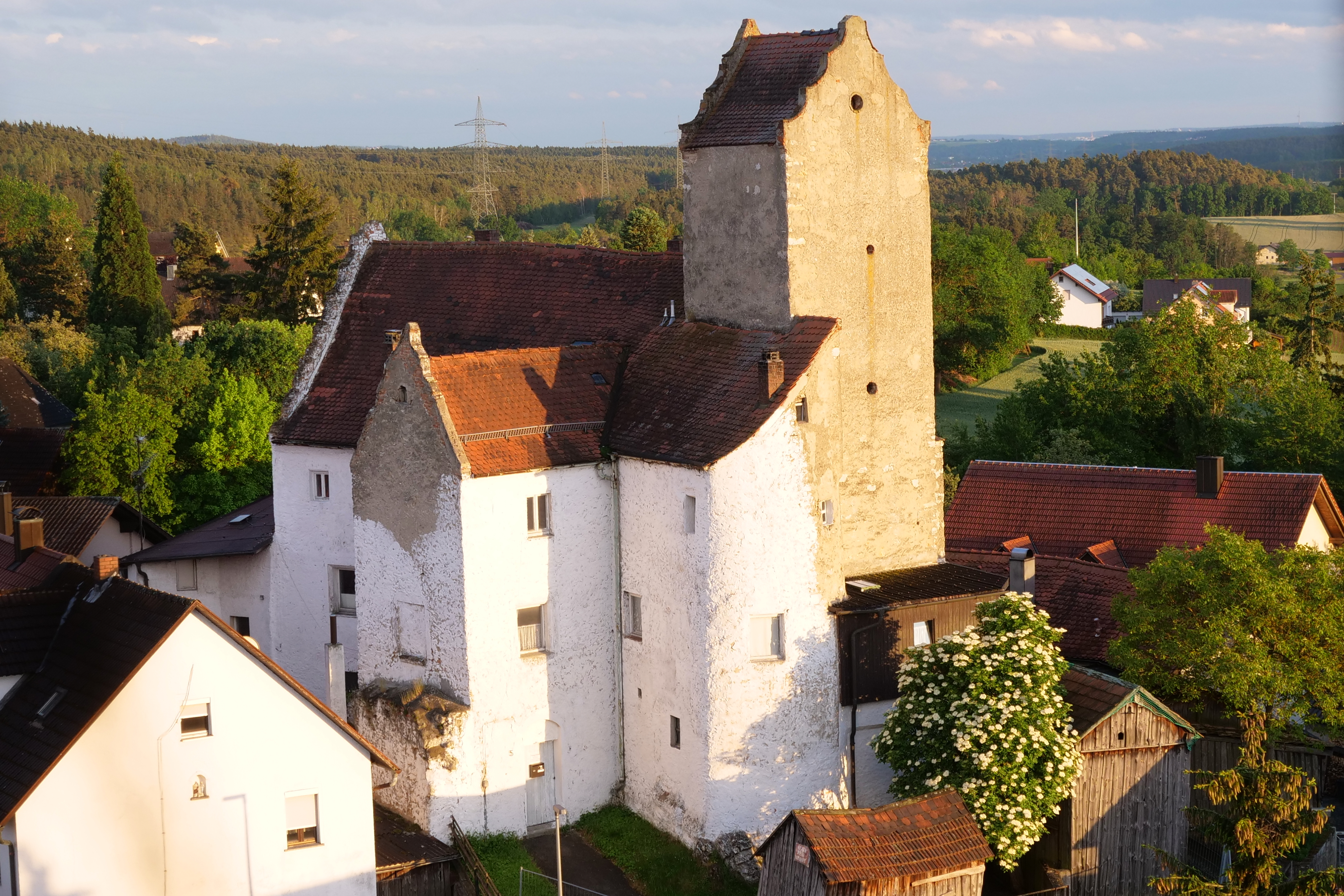
Leonberg (Maxhütte-Haidhof) Gschlössl (2020)